# Velîki Lisivți, Popilnea
Velîki Lisivți (în ucraineană Великі Лісівці) este o comună în raionul Popilnea, regiunea Jîtomîr, Ucraina, formată numai din satul de reședință.

## Demografie
Componența lingvistică a comunei Velîki Lisivți
     Ucraineană (98,38%)
     Rusă (1,62%)
Conform recensământului din 2001, majoritatea populației comunei Velîki Lisivți era vorbitoare de ucraineană (98,38%), existând în minoritate și vorbitori de rusă (1,62%).